# PQ Angels
PQ Angels (PQエンジェルス?, PQ Enjerusu) è un manga shōjo creato da Naoko Takeuchi. L'opera è stata serializzata in Giappone sulla rivista Nakayoshi di Kōdansha nel 1997 ed è rimasta inconclusa a causa di dissapori della mangaka con la casa editrice.

## Trama
PQ Angels tratta di due ragazze aliene provenienti dal pianeta Furien, i cui nomi sono P-ko e Q-ko, giunte sulla Terra col compito di ritrovare la loro regina misteriosamente scomparsa. Le due sono però in realtà degli scarafaggi, e per assumere sembianze umane devono baciare sulle labbra una persona.
Per non destare sospetti, P-ko e Q-ko decidono di inserirsi nella realtà terrestre comportandosi come vere e proprie umane e frequentando persino la scuola. Pronunciando una formula magica e baciandosi reciprocamente sulle labbra sono inoltre in grado di tramutarsi in due combattenti. Dovranno infine stare attente a non ferire umani, a non innamorarsene e a proteggere se stesse e i propri alleati.